# 山崎烝

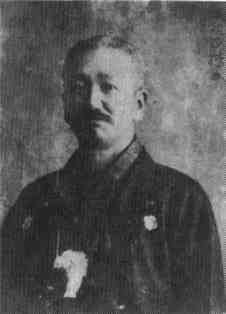
晩年的山﨑蒸

山崎 蒸（烝，日語此二字同音），天保四年（西元一八三三年）左右生、慶應四年一月十三日（西元一八六八年二月六日）死亡。新撰組間諜兼監察。
攝津國大坂出生（也有自山城國出生出生的傳言）。由於向幫新撰隊隊士診療的醫生松本良順學習醫術，所以在松本良順的書中，有著他一邊笑著一邊說「我成為新撰組的醫師了」的紀錄。

## 新選組
從元治元年時擔任情報探索和調查隊員動向的工作。在六月的池田屋事件，身為諸士調役兼監查的山崎和島田魁一起探查長州藩士及激進尊王攘夷派人士的動向時。追查到激進尊王攘夷派裡的其中一人古高俊太郎的住宅、枡屋。枡屋就是宮部鼎藏等重要志士的密會場所，由於他們尾隨宮部的僕人‧忠藏到了枡屋因而能追查到這個地點。結果新選組因此破獲了這個尊王攘夷派的重要地點，進而在池田屋事件中成功的阻止天皇要被帶去長州的計畫。
因為對大坂的熟悉，所以多次以嚮導身份帶領幹部們在大坂行動。並且也由於相當了解大坂裡有錢商人們的情況，所以被新選組當作寶物般地重視。之後在禁門之變、第一次長州征伐和第二次長州征伐等重要戰爭中徹底發揮了對戰爭的推測和報告戰況的能力。使得近藤勇和會津藩因此能獲得正確的情報。
向在新選組中作為醫生而活躍的松本良順學習醫術。那個時候也會在大家面前說：「我成為新選組的醫生了」來逗大家開心的一面。
在慶應四年一月的鳥羽伏見之戰中期身負重傷。1月13日，就在撤退回江戶時，於富士山丸的船上因為高燒而病死。然後在紀州進行水葬。在那個時候，據說近藤勇向土方歲三說：「山崎是個好傢伙，那個傢伙能有那麼多人為他送別真是幸福」。在那之後，船長也深深的低頭向山崎致意。
另外也有山崎在鳥羽伏見之戰中受到槍擊死亡因此埋葬在陸地上的這個說法。
近藤對山崎相當信任而且疼愛他。就在船上進行著水葬的時候，虽然近藤自己肩膀上因槍擊而受的傷也在發作，但仍身着正装作為代表去朗讀追悼山崎的話。
有認為山崎蒸是新撰組隊士山崎林五郎（林新次郎）的堂兄弟（義兄弟），但從林五郎本家的家譜和他的妻子在世所說的證言來看，並不能清楚地證明他們之間有真正的血緣關係。不過根據子母澤寛的作品，認為山崎是林信太郎的堂兄弟，不過恐怕是把林信太郎和林新次郎混淆了。(山崎蒸水葬説是一直到明治後才由林信太郎所說出來，但那個時候他已經死了)
也有人認為山崎林五郎和山崎蒸的父親不過是同名而已。

## 逸事
在司馬遼太郎的小説《新選組血風錄》將山崎描寫為是脫離赤穂浪士的奧野將監的子孫，但這個只是創作而已。